# Мальцевская (Вологодская область)
Мальцевская — деревня в Верховажском районе Вологодской области.
Входит в состав Верховского сельского поселения, с точки зрения административно-территориального деления — в Верховский сельсовет.
Расстояние по автодороге до районного центра Верховажья — 32 км, до центра муниципального образования Сметанино — 10 км. Ближайшие населённые пункты — Калинино, Матвеевская, Отводница.
По данным переписи в 2002 году постоянного населения не было.